# Isla Mechuque
Isla Mechuque är en ö i Chile.   Den ligger i regionen Región de Los Lagos, i den södra delen av landet, 1 000 km söder om huvudstaden Santiago de Chile. Arean är 16,6 kvadratkilometer.
Terrängen på Isla Mechuque är lite kuperad. Öns högsta punkt är 172 meter över havet. Den sträcker sig 3,8 kilometer i nord-sydlig riktning, och 6,8 kilometer i öst-västlig riktning.
I omgivningarna runt Isla Mechuque växer i huvudsak blandskog.